# Kent Forsberg
Kent Tage Forsberg, född 12 september 1947 i Holmsund i Västerbotten, är en svensk ishockeytränare som bland annat har tränat Modo Hockey, och 1995-1998 var förbundskapen för Sveriges herrlandslag.
Han är far till ishockeyspelaren Peter Forsberg. Kent Forsbergs tränarkarriär följde de lag som Peter Forsberg spelade i, det vill säga Ångermanlands TV-pucklag 1988-89, och sedan MoDos juniorlag. Han tog över som förbundskapten över Tre Kronor 1995 efter Curt Lundmark där han nådde en del framgångar. I VM i Finland 1997 tog Tre Kronor silver och 1998 i Schweiz guld. Efter VM år 1998 avgick han som förbundskapten.
Kent Forsberg var i ungdomen fotbollsspelare i Friska Viljor FC, samt spelade hockey i division 2 vintertid.
Kent och Peter Forsberg har ett gemensamt företag som heter Forspro.

## Meriter
- VM-guld med Tre Kronor 1998
- VM-silver med Tre Kronor 1997
- WC(World Cup)-brons med Tre Kronor 1996
- Årets Coach 1993/1994

### Fotnoter
1. ↑  ”Svenska förbundskaptener i ishockey” (på svenska). Svenska dagbladet. 23 september 2004. https://www.svd.se/svenska-forbundskaptener-i-ishockey. Läst 30 september 2017.
2. ↑  https://www.eliteprospects.com/staff/2675/kent-forsberg
3. ↑  https://www.expressen.se/sport/hockey/hockeyallsvenskan/hans-agerande-hor-inte-ihop-med-mitt-ledarskap/